# Sakar (Insel)
Sakar, früher Tupinier, ist eine Vulkaninsel im Distrikt Tewai-Siassi der Morobe Province von Papua-Neuguinea. Sie liegt 14 km vor der Nordküste von Umboi und 26,5 km nordwestlich der Insel Neubritannien am nördlichen Ende der Dampier-Straße und gehört zu den Siassi-Inseln. Die Insel erhebt sich bis zu einer Höhe von 992 m über dem Meeresspiegel. Ihr nächster Nachbar ist die 7,5 km südlich gelegene Ritter-Insel.
Auf der Insel Sakar befindet sich ein Schichtvulkan mit einem Kratersee auf dem Gipfel. Stark bewaldete Täler schneiden tief in die Flanken der Vulkaninsel ein, die besonders an der Nord- und Ostküste von Korallenriffen umgeben ist. Entlang der Südwestküste befinden sich warme Quellen.
Bei einem Ausbruch des Vulkans auf der Ritter-Insel am 13. März 1888 wurde die Vegetation auf Sakar bis zu einer Höhe von 15 m über dem Meeresspiegel durch einen Tsunami vernichtet.